# Constitucions d'Anderson

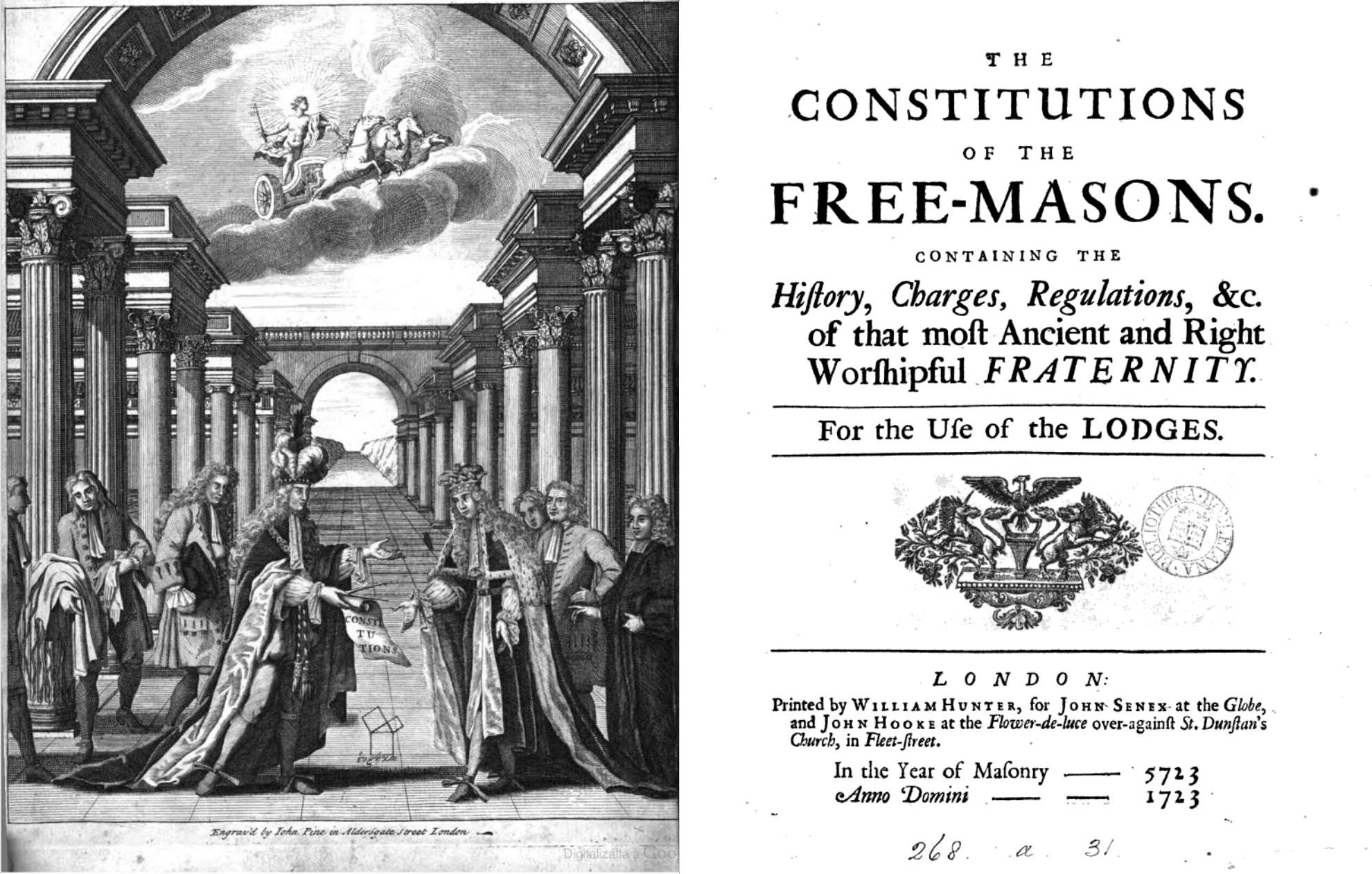
Constitucions d'Anderson, 1723

Les Constitucions d'Anderson són considerades com un dels texts fonamentals de la francmaçoneria moderna.
Aquest text hauria estat redactat pel reverend James Anderson (1678-1739),  pastor  presbiterià en col·laboració amb l'hugonot Jean Théophile Désaguliers per servir de regla a la  Gran Lògia que havien constituït per primer cop el 1717 quatre  lògies londinenques per tal de començar una unificació de tota la francmaçoneria.
Aquest text que testimonia una gran tolerància religiosa per a l'època, va ser adoptat el 1723; va conèixer tanmateix diverses revisions a Anglaterra - el 1738 el 1813. Que va ser percebut per certs francmaçons com una tendència cap a un major dogmatisme, sobretot pel que fa a l'afirmació de l'existència d'un  Déu revelat, el que tancava la porta definitivament als ateus i agnòstics.
Tot i que la francmaçoneria francesa no l'ha emprat com a llibre de referència consagrat abans de la segona meitat del segle xx, certes lògies franceses es creuen hereves de les Constitucions de 1723.
El punt 1 en relació amb la religió, és la principal raó del desacord entre la maçoneria tradicional amb la maçoneria liberal.

## Punt I de les Constitucions d'Anderson
DÉU i la RELIGIÓ.
«Un Maçó és obligat pel seu Títol, d'obeir la Llei Moral i si comprèn bé l'Art, no serà mai un Ateu estúpid ni un llibertí irreligiós. Però encara que en els Temps Antics els Maçons fossin obligats a cada País de pertànyer a la Religió d'aquest País o d'aquesta Nació, la que fos, és ara considerat com a més oportú de no sotmetre'ls més a aquesta Religió que tots els homes accepten, deixant a cadascun la seva opinió particular, que consisteix a ser Homes Bons i Honrats o Homes d'Honor i de Sinceritat, siguin quines sigui les Denominacions o Creences que els puguin distingir; així, la Maçoneria es fa el Centre d'Unió i el Mitjà de conciliar una veritable Amistat entre Persones que haurien hagut de continuar estant perpètuament Allunyades.»